# Internet we Włoszech
Krajowa domena najwyższego poziomu (ccTLD) dla Włoch to .it. Jest sponsorowana przez Consiglio Nazionale delle Ricerche. Używana jest również domena .eu.
Dostęp do Internetu jest dostępny dla biznesu oraz użytkowników domowych dzięki różnym środkom, między innymi połączeniem wydzwanianym, kablowym, światłowodowym czy bezprzewodowym.

## Średnia prędkość
netindex.com podaje, że przeciętna szybkość włoskiego Internetu wynosi dużo poniżej światowej średniej. (24.4Mbit/s pobierania 11.2Mbit/s wysyłania, statystyki na dzień 21 lipca 2015). We Włoszech średnia ta wynosi 11.5 Mbit/s pobierania oraz 2.7 wysyłania.

## Przegląd
Włochy stanowią jeden z największych rynków technologii FTTX. Ponad 2,5 miliona domów zostało podłączonych tą technologią pod koniec grudnia 2010 roku. Projekt „Światłowód dla Włoch” (przy którym współpracowali tacy dostawcy jak Fastweb, Vodafone i Wind) ma na celu podłączenie 20 milionów ludzi w 15 największych miastach Włoch do 2015 roku. Telecom Italia chce podłączyć 138 miast do 2018 roku. Rząd rozpoczął także projekt Italia Digitale, który ma na celu dostarczenia do ponad 50% Włochów szybkiego Internetu do 2020 roku. Rząd chce także dostarczyć połączenie światłowodowe do obszarów wiejskich.
Statystyki opublikowane przez Narodowy Instytut Statystyczny pokazały, że pod koniec 2011 roku 58,8% rodzin włoskich miało komputer stacjonarny. (Mały wzrost z 57,6% od 2010), a 54,5% miało dostęp do Internetu (wzrost z 52,4%). Ponad jedna czwarta włoskich użytkowników Internetu poniżej czternastego roku życia dokonała zakupu online w 2011 roku.

## Regulacje dotyczące Internetu

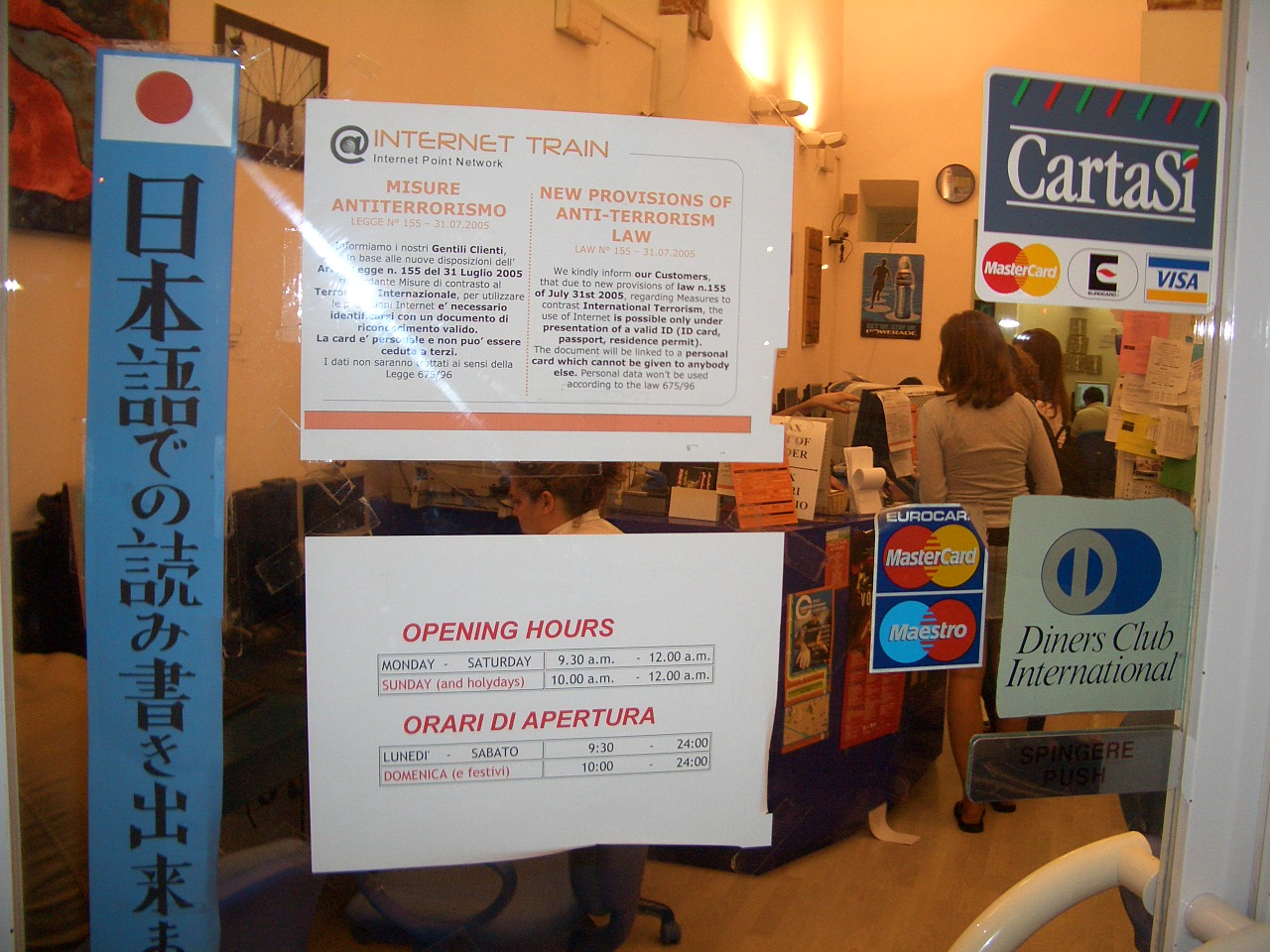
Znak na drzwiach włoskiej kafejki Internetowej we Florencji dotyczący włoskiego prawa numer 155, z dnia 31 lipca 2005 roku.

Antyterrorystyczne prawo zmienione w 2005 roku po atakach w Madrycie (2004) i Londynie (2005) przez ówczesnego Ministra Spraw Wewnętrznych Giuseppe Pisanu, ograniczało otwieranie nowych hotspotów Wi-Fi. Zainteresowana osoba musi najpierw ubiegać się o pozwolenie o otworzenie punktu dostępu w siedzibie policji odpowiedniego regionu. Użytkownicy korzystający z punktu powinni być także identyfikowani poprzez dokument tożsamości.
```
Spowodowało to znaczny spadek nowych hotspotów otwieranych we Włoszech
[
3
]
. Prawo to zostało uznane za zbyt restrykcyjne, i została zaproponowana ustawa mająca na celu ułatwienie otwierania nowych punktów dostępu.
```

Aktualnie filtrowanie Internetu we Włoszech jest zastosowane tylko na stronach, które udostępniają pornografię dziecięcą, oraz na niektórych stronach P2P (włączając w to najbardziej popularną stronę The Pirate Bay). Prewencyjne filtrowanie znajduje się także na stronach związanych z hazardem, które nie mają lokalnej licencji na działanie we Włoszech.